# Мадам Клод (фильм)
«Мадам Клод» (фр. Madame Claude) — кинофильм режиссёра Жюста Жакена, социальная драма с элементами комедии.

## Сюжет
Основанная на подлинных фактах история Мадам Клод, которая поставляла высококлассных проституток важным чиновникам и руководителям государства. Одновременно, чтобы очистить своё криминальное досье, фотограф Дэвид Эванс передавал властям фотографии этих клиентов в компрометирующих позах с девочками мадам Клод.